# Карл Иоганн (князь Лихтенштейна)
Карл Иоганн (нем. Karl Borromäus Johann Nepomuk Anton, 14 июня 1803 — 12 октября 1871), третий сын Иоганна I и Марии Йозефы Софьи. Он приходился племянником Алоизу I, братом Алоизу II и дядей Иоганну II и Францу I. Будучи ребёнком, в 1806—1813 годах был формальным правителем Лихтенштейна.

## Семья и дети
10 сентября 1832 года Карл Иоганн Лихтенштейн женился в Граце на Розалии д’Гемрикурт, графине фон Грюнне (вдове Людвига Иоганна Гейнриха, графа фон Шёнфелдт). У них было трое детей:
- князь Рудольф (28 декабря 1833 — 23 мая 1888), в первый раз женился в Вене 28 мая 1859 года на Кларе, графине Сермаге де Сомседвар, с которой развёлся в 1877 году, в этом браке у него родилась дочь; во второй раз женился в Клаузенбурге 8 октября 1877 года на Марии Терезе Гедвиг Перцель, детей у них не было.
  - княгиня Клара Мария Каролина Рудольфина (27 января 1861 — 8 ноября 1861)
- князь Филипп Карл Александр (17 июля 1837 — 15 марта 1901), в первый раз женился на Марианне, графине Марколине-Ферретти (1845—1864), в этом браке у них родилось двое сыновей; во второй раз женился 25 марта 1879 года в Будапеште на Франциске Халупацки, детей у них не было.
  - князь Карл Йозеф Камилло Филипп Мария (27 сентября 1862 — 24 февраля 1893), в браке не состоял, детей не имел
  - князь Йозеф Филипп (22 августа 1863 — 22 августа 1863)
- княгиня Альбертина Йозефа Антония (29 июня 1838 — 25 апреля 1844)

30 июня (13 июля) 1852 года Государь Император Николай I Павлович высочайше пожаловал Императорский орден Святого Апостола Андрея Первозванного.